# Оска
О́ска (рос. Оска) — річка в Каракулінському та Сарапульському районах Удмуртії, Росія, ліва притока Кирикмаса.
Річка починається на південний схід від села Суханово. Протікає на північний схід, потім схід і потім знову повертає на північний схід. У верхній течії протікає через стрімкі береги. Трохи нижче на правому березі розташований великий лісовий масив. Приймає декілька дрібний приток, найбільша з яких Кудекса праворуч. В селі Арзамасцево збудовано став. Нижня течія слугує природний кордоном між районами.
На річці розташовані села Суханово, Арзамасцево та Єндовка. В селах Арзамасцево та Єндовка, а також навколо села Арзамасцево по об'їздній дорозі збудовані автомобільні мости.